# Ptygonotus gurneyi
Ptygonotus gurneyi är en insektsart som beskrevs av Chang, K.S.F. 1937. Ptygonotus gurneyi ingår i släktet Ptygonotus och familjen gräshoppor. Inga underarter finns listade i Catalogue of Life.